# Clase Gwanggaeto el Grande
Gwanggaeto el Grande (en hangul, 광개토대왕급 구축함; en hanja, 廣開土大王級 驅逐艦; romanización revisada, Gwanggaetodaewanggeup Guchukham), ó Okpo, son una familia de destructores, aunque se han clasificado también como fragatas, en activo en la Armada de la República de Corea. Es la primera generación de destructores coreanos diseñados para misiones en aguas del Océano Pacífico y el primer buque de la armada coreana que dispone de sistema antiaéreo moderno.
Todos los destructores han sido construidos por la compañía subsidiaria de Daewoo en los astilleros de Geoje, Corea del Sur.

## Origen
La Armada de la República de Corea (ARC) a finales de los años 1980 comenzó un plan industrial y militar para poder disponer de buques de proyección oceánica, más allá de la defensa costera. Para ello, se embarcó en un importante programa nacional para la construcción en un astillero coreano de una nueva clase de destructor experimental coreano (DEC). El plan, dividido en tres fases, consistía en un DEC-1 de unas 3800 toneladas, la clase Gwanggaeto el Grande, un DEC-2, la clase Chungmugong Yi Sun-sin de 5000 toneladas, y un DEC-3, clase Sejong el Grande, posiblemente mayor a 7000 toneladas.
Cada fase pretende ampliar el tamaño del buque, mejorar los sensores y el armamento, de manera escalonada. Estados Unidos y diferentes industrias europeas ha colaborado en el desarrollo y proporcionado armamento o equipos como los misiles Harpoon o los helicópteros Westland Lynx.

## Naves
| Nombre               | Numeral | Constructor | Botadura                 | Comisionado          | Estado |
| -------------------- | ------- | ----------- | ------------------------ | -------------------- | ------ |
| Gwanggaeto el Grande | DDH-971 | Daewoo      | 28 de octubre de 1996    | 24 de julio de 1998  | Activo |
| Eulji Mundeok        | DDH-972 | Daewoo      | 16 de octubre de 1997    | 30 de agosto de 1999 | Activo |
| Yang Manchun         | DDH-973 | Daewoo      | 30 de septiembre de 1998 | 29 de junio de 2000  | Activo |